# Patti Yasutake

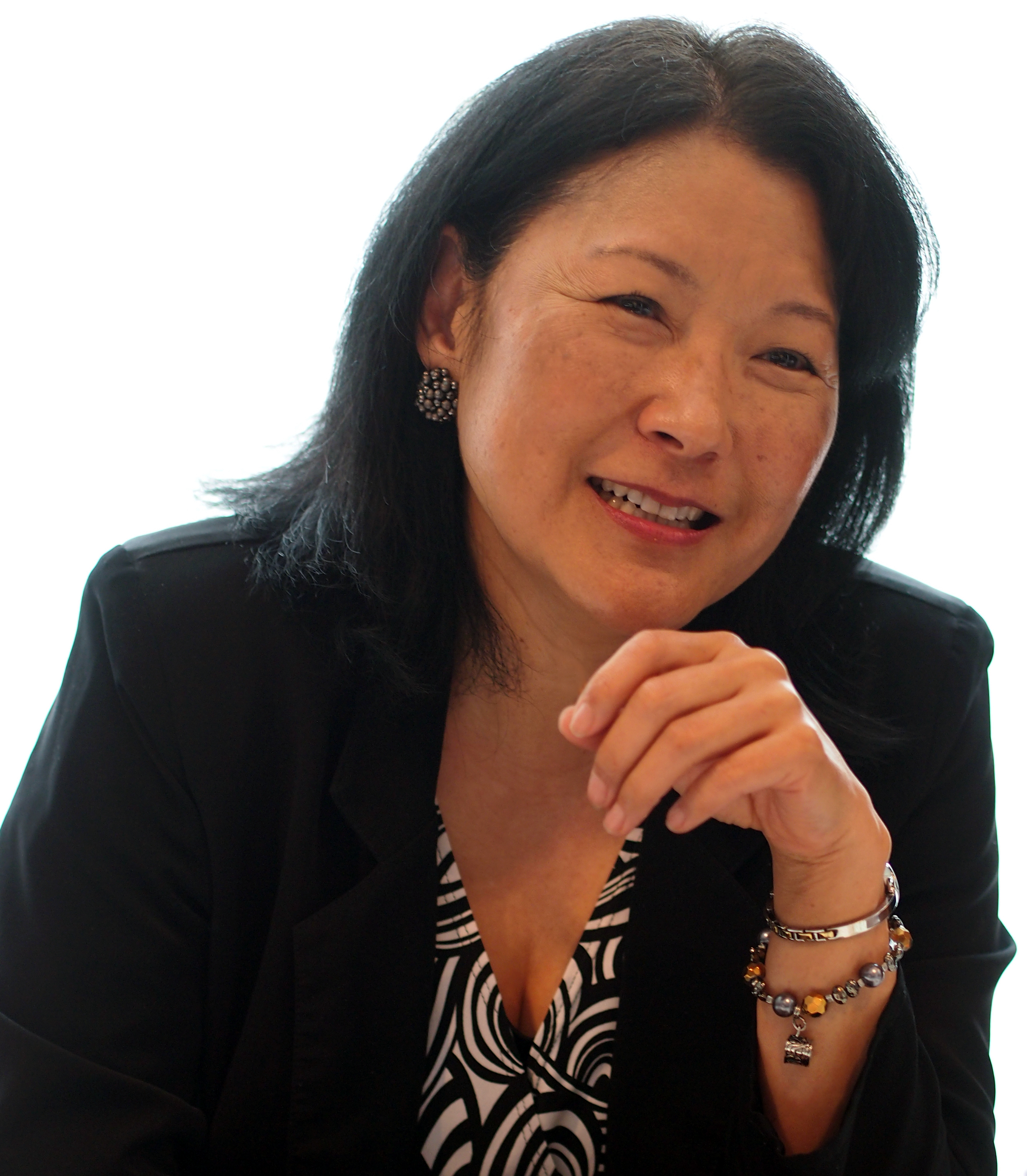
Patti Yasutake (2013)

Patricia Sue „Patti“ Yasutake (* 6. September 1953 in Gardena, Kalifornien; † 5. August 2024 in Santa Monica, Kalifornien) war eine US-amerikanische Film- und Fernsehschauspielerin. Sie ist vor allem bekannt für ihre Rolle als Krankenschwester Alyssa Ogawa in Raumschiff Enterprise – Das nächste Jahrhundert.

## Leben
Yasutake wuchs in Gardena und Inglewood auf und studierte Theater an der University of California, Los Angeles.
Als Schauspielerin war sie zunächst als Mitglied der „East West Players“ auf der Theaterbühne tätig. Später arbeitete sie auch als Theaterregisseurin und entwickelte eigene Stoffe. Ihre Fernsehkarriere begann sie 1985 mit einem Gastauftritt in der Fernsehserie T. J. Hooker mit William Shatner. Von 1990 bis 1994 war sie in 16 Folgen der Serie Raumschiff Enterprise – Das nächste Jahrhundert als Krankenschwester Alyssa Ogawa zu sehen. Die Rolle spielte sie auch in zwei nachfolgenden Kinofilmen. Ihr Schaffen für Film und Fernsehen umfasst rund 60 Produktionen, darunter vor allem Gastauftritte in verschiedenen Fernsehserien wie Emergency Room, Boston Legal und The Closer. Zuletzt hatte sie 2023 eine der Hauptrollen in der Netflix-Serie Beef inne.
Für ihre Rolle in The Wash war bei den Independent Spirit Awards 1989 für die Auszeichnung als Beste Nebendarstellerin nominiert.
Yasutake lebte zuletzt in Hollywood und starb mit 70 Jahren an den Folgen einer Krebserkrankung im UCLA Santa Monica Medical Center.

## Filmografie (Auswahl)
- 1985: Tales of Meeting and Parting (Kurzfilm)
- 1985: T. J. Hooker (Fernsehserie, 1 Folge)
- 1986: Gung Ho
- 1988: The Wash
- 1990–1994: Raumschiff Enterprise – Das nächste Jahrhundert (Star Trek: The Next Generation, Fernsehserie, 16 Folgen)
- 1991: Without Warning: The James Brady Story
- 1991: Mörderische Freundschaft (Fatal Friendship)
- 1992: Stop! Oder meine Mami schießt! (Stop! Or My Mom Will Shoot)
- 1993: Tödliche Sucht (Blind Spot)
- 1993: Mord ist die Rache (Donato and Daughter)
- 1993: Lush Life
- 1994: Star Trek: Treffen der Generationen (Star Trek Generations)
- 1995: Tatort Schlafzimmer (Dangerous Intentions)
- 1995: Abandoned and Deceived
- 1996: The Road to Galveston
- 1996: Star Trek: Der erste Kontakt (Star Trek: First Contact)
- 1997: Clockwatchers
- 1999: A Face to Kill for (Rache hat ein Gesicht)
- 1999: Gnadenlos schön (Drop Dead Gorgeous)
- 2000: The Mutant Watch (2000)
- 2001: Star Trek: Armada II (Stimme)
- 2003: Emergency Room (ER, Fernsehserie, 1 Folge)
- 2004: Drei Ladies Undercover (She Spies, 1 Folge)
- 2005: Grey’s Anatomy (Fernsehserie, 1 Folge)
- 2004: Crossing Jordan – Pathologin mit Profil (Crossing Jordan, Fernsehserie, 1 Folge)
- 2005: Bones – Die Knochenjägerin (Bones, Fernsehserie, 1 Folge)
- 2006: The Unit – Eine Frage der Ehre (The Unit, Fernsehserie, 1 Folge)
- 2006: Boston Legal (Fernsehserie, 1 Folge)
- 2007: Cold Case – Kein Opfer ist je vergessen (Cold Case, Fernsehserie, 1 Folge)
- 2008–2009, 2011: The Closer (Fernsehserie, 3 Folgen)
- 2009: FlashForward (Fernsehserie, 1 Folge)
- 2010: Dad’s Home
- 2013: Navy CIS: L.A. (NCIS: Los Angeles, Fernsehserie, 1 Folge)
- 2016: Unbelievable!!!!!
- 2023: Beef (Fernsehserie)